# Circo Flaminio
Il circo Flaminio di Roma era un'ampia area circolare che conteneva un piccolo tracciato riservato a gare e diverse costruzioni e monumenti. Era situato nella parte più a sud del Campo Marzio, vicino alle rive del Tevere.

## Storia
L'area venne sistemata dal censore Gaio Flaminio Nepote (lo stesso che fece costruire la Via Flaminia) nel 221 a.C. Nei suoi primi anni di esistenza il circo era lungo 500 metri e occupava gran parte dei possedimenti dei Flamini su cui era stato edificato. Nel II secolo a.C. lo spazio andò riducendosi per via della costruzione di edifici e monumenti sino a quando, nel III secolo, del circo non rimaneva che una piazza lunga 300 metri in cui venivano svolti i Ludi (giochi pubblici). L'area venne abbandonata verso la fine del IV secolo, insieme agli edifici che nel corso dei secoli erano sorti nella zona.
Il circo Flaminio non venne pensato per competere con il più grande circo Massimo, poiché tali strutture venivano utilizzate per diversi scopi. Le assemblee, per esempio, venivano spesso tenute in entrambi i circhi. L'area venne addirittura utilizzata come mercato. Nel 2 a.C. il circo venne tramutato in un'immensa vasca utilizzata per contenere 36 coccodrilli, uccisi durante i festeggiamenti per l'inaugurazione del foro di Augusto, e nel 9 Augusto in quest'area assegnò la Laudatio a Druso. Il circo non aveva posti a sedere e strutture permanenti.

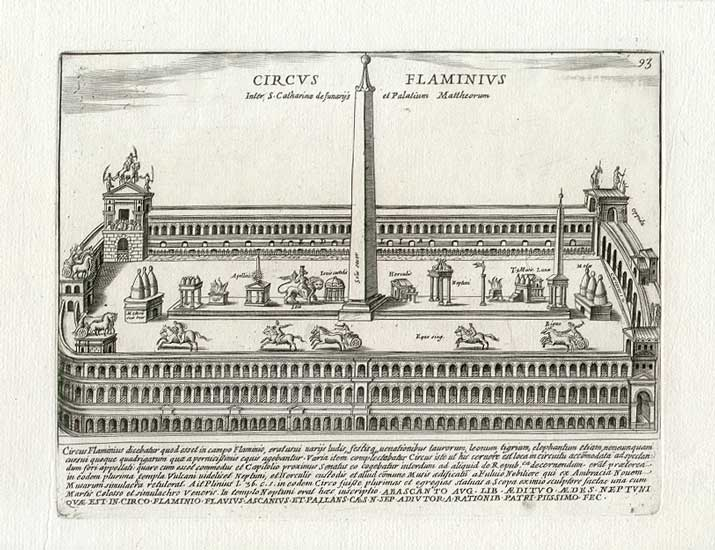
Ricostruzione di fantasia del circo Flaminio

È ancora oggetto di dibattito l'effettivo utilizzo del circo per le corse dei carri. Strabone non fa alcuna menzione di corse equestri quando cita il circo Flaminio. Valerio Massimo afferma che al suo interno venivano tenuti i Ludi Plebeii (giochi della plebe), ma altre fonti negano tale testimonianza. Tito Livio e Marco Terenzio Varrone ricordano tuttavia che alcuni giochi venivano tenuti all'interno del circo, riferendosi in special modo ai Ludii Tauri, tenuti in onore degli dei dell'oltretomba. Questi giochi misteriosi venivano tenuti unicamente nel circo Flaminio, suggerendo che erano simbolicamente legati all'area e che non potevano essere spostati in un altro edificio. Ai Ludii Tauri correvano cavalli e non carri (bighe o quadrighe, come avveniva nelle normali corse che si tenevano nei circhi) con un unico fantino.
Nelle vicinanze del circo Flaminio sorsero numerose strutture. Il tempio della Pietà era situato nei pressi del Foro Olitorio, di fianco al tempio di Giano, e venne distrutto durante la costruzione del teatro di Marcello. Il tempio di Marte era posizionato a nord-est del circo. Il tempio di Nettuno era invece collocato a nord-ovest verso l'ansa del Tevere. Altri sei templi, incluso uno dedicato ad Apollo, sorgevano nel 220 a.C. nei pressi dell'area. Trovano poi spazio nelle cronache i templi di Vulcano e di Ercole. Nel 15 Gaio Norbano Flacco eresse nella piazza una statua dedicata al Divo Augusto.
Sempre nell'area del circo Flaminio sorgeva il portico di Ottavia, ricostruito sulla precedente Porticus Metelli, con i templi di Giove Statore (eretto da Quinto Cecilio Metello Macedonico) e Giunone Regina (eretto dal censore M. Emilio Lepido nel 179 a.C.). Uno dei tre archi trionfali eretti in onore di Germanico fungeva da ingresso alla piazza. Ad est sorse tra il 45 a.C. e il 17 a.C. il teatro di Marcello, che andò ad occupare una vasta area del circo.
L'antica area occupata dal circo sorgeva tra l'odierna via del teatro di Marcello, piazza Cairoli, via del portico di Ottavia e le rive del Tevere.